# Памятник «Стерегущему»
Памятник «Стерегущему» — памятник геройской гибели в 1904 г. в бою Русско-японской войны миноносца «Стерегущий». Единственный петербургский монумент в стиле модерн и последний, сооружённый до революции. Открыт в мае 1911 года.

## История
Был установлен в Санкт-Петербурге по проекту скульптора К. В. Изенберга. Расчёты фундамента выполнил проф. В. Н. Соколовский, отлили скульптурную композицию в мастерской художественной бронзы В. З. Гаврилова («по Песочной улице в доме Опекушина»).
Памятник изображает часть корпуса корабля и двух матросов, открывающих кингстоны, что отражает распространённую легенду, согласно которой двое матросов затопили корабль, чтобы он не достался врагу (на самом деле на «Стерегущем» кингстонов не было).
Памятник был открыт 26 апреля 1911 года в присутствии императора Николая II, в Александровском парке на Каменноостровском проспекте.
Журнал «Искры» в мае 1911 года опубликовал фотографии с церемонии открытия памятника. Подпись под одной из них гласит: «Открытый 10 мая в Петербурге в Высочайшем присутствии памятник героям миноносца „Стерегущий“ с льющимся из открытого иллюминатора потоком воды.»
К моменту открытия памятника его нижняя часть выглядела как декоративный водопад. Вода поступала по скрытой в земле системе труб и стекала в гранитный бассейн у подножия. Водопад действовал недолго. Скульптурная часть памятника водоснабжения не имела.
В начале 1930-х годов по тыльной стороне памятника были подведены трубы, по которым вода поступала к кингстону. С лицевой стороны был устроен бетонный водоем. Первоначально в соответствии с замыслом автора — К. В. Изенберга — из-под кингстона в летнее время стекали водяные струи. Однако вода быстро разрушала поверхность монумента, металл покрылся ржавчиной, и в 1935 году фонтан вновь закрыли.
В 1947 году трубы были восстановлены, и вода опять хлынула через кингстон. 
В 1954 году под руководством В. К. Изенберга (сына скульптора) была произведена реставрация памятника, а с его тыльной стороны восстановлена мемориальная доска с перечислением личного состава миноносца. Для защиты памятника от воды в 1960-е годы у пьедестала были сооружены бетонные чаши-водосборники. Но они не спасли ситуацию, и согласно принятому в 1970 году распоряжению Ленгорисполкома водопроводная система была демонтирована.

## В культуре
Памятник упомянут в стихотворении Павла Лукницкого «В тот день перед дворцом Кшесинской»:

«Открыв кингстоны морю бьющему,

Приняв на грудь воды гранит,

Матрос бессмертье „Стерегущему“

В час смерти собственной дарит.»
В автобиографической повести «Перед восходом солнца» Михаил Зощенко описывает этот памятник в сцене свидания:

«Петербург. Каменноостровский проспект. Памятник „Стерегущему“. Два матроса у открытого кингстона. Бронзовая вода льется в трюм.
Не отрываясь, я смотрю на бронзовых матросов и на бронзовый поток воды. Мне нравится этот памятник.

Я люблю смотреть на эту трагическую сцену потопления корабля.»